# Fred Waring
Fred Waring (ur. 9 czerwca 1900 w Tyrone, zm. 29 lipca 1984 w State College) – amerykański lider zespołu, kompozytor i osobowość radiowo-telewizyjna.

## Życiorys
Fred Waring urodził się w Tyrone w Pensylwanii. Był trzecim dzieckiem Jesse’ego Colderwood i Franka Waringa. W 1923 roku poślubił Dorothy Mcateer, lecz rozwiedli się w 1930 roku. W 1933 roku ożenił się ponownie z Evalyn Nair z tego związku miał troje dzieci. W 1954 roku doszło do rozwodu i w tym samym roku ożenił się po raz trzeci z Virginią Morley miał z nią jedno dziecko. Nagrał pierwszy album elektronicznej muzyki. W latach 1940–1945 był gospodarzem muzycznego programu radiowego Waring Pennsylvanians. Zmarł w wieku 84 lat.

## Wyróżnienia
Został odznaczony Złotym Medalem Kongresu, a także posiada trzy gwiazdy na Hollywoodzkiej Alei Gwiazd.